# Frederik Vilhelm August Meinert
Frederik Vilhelm August Meinert (* 3. März 1833 in Kopenhagen; † 19. Januar oder 20. Januar 1912 ebenda) war ein dänischer Entomologe und Carcinologe.

## Leben
Meinert war der Sohn des Grossisten und Politikers Nicolai Jonathan Meinert und seiner Frau Mette Christine Kofoed Tang. 1850 schloss er die Borgerdydskolen in Christianshavn ab und studierte anschließend Theologie. In seiner Freizeit war er ein eifriger Insektensammler, wobei er stark von Jørgen Matthias Christian Schiødte beeinflusst wurde. 1863 promovierte er mit der Dissertation Anatomisk undersøgelse af de danske Ørentviste über die Anatomie der Ohrwürmer, 1870 wurde er Assistent am Zoologischen Museum Kopenhagen. Von 1883 bis 1885 hielt er Vorlesungen an der Landwirtschaftsschule und von 1885 bis 1910 war er als Nachfolger von Schiødte als Inspektor am Zoologischen Museum tätig. Meinert war ein profilierter Sammler, der von zahlreichen Reisen innerhalb und außerhalb Dänemarks eine große und wertvolle Sammlung zusammentrug. 1892 wurde er zum Ritter des Dannebrogordens und 1909 zum Dannebrogsmænd ernannt.
Meinert veröffentlichte eine Vielzahl wissenschaftlicher Arbeiten, von denen die wichtigsten offenbar stark von dem deutschen Zoologen Franz von Leydig beeinflusst waren, bei dem Meinert zwischen 1868 und 1869 studierte. Zu seinen Schriften zählen Abhandlungen über die Naturgeschichte der Ameisen Dänemarks (1860), über die Ernährung der Gallmückenlarven (1864–1865), über die Trauermückenlarven (1886), über die Anatomie des Ameisenlöwen und andere. Rein anatomischer Natur sind die Studien über den Kopf der Riesenläufer (1883), über die Mundwerkzeuge der Fliegen (1881) und über die Seitenorgane der Blatthornkäfer (1895). Zu seinen systematischen Arbeiten zählen Publikationen über die im Museum aufbewahrten Tausendfüßer und Schwimmkäferlarven, Listen über die Krebstiere Dänemarks, die Beschreibung der Dreieckskrabben von der Ingolf-Expedition (1898) und ein mit Schiødte veröffentlichtes Werk über die an Fischen parasitierende Asselgattung  Cymothoa.
Von 1887 bis 1908 veröffentlichte er sieben Ausgaben der Zeitschrift Entomologiske meddelelser.
Meinert starb im Januar 1912. Sein Grab befindet sich auf dem Assistenzfriedhof im Kopenhagener Stadtteil Nørrebro.

## Ehrungen und Dedikationsnamen
Meinert wurde 1881 zum Mitglied der Königlich Dänischen Akademie der Wissenschaften ernannt. Am 22. Juli 1884 wurde er unter der Präsidentschaft des Physikers Hermann Knoblauch in der Fachsektion für Zoologie und Anatomie unter der Matrikel-Nr. 2455 in die Deutsche Akademie der Naturforscher Leopoldina aufgenommen. Nach ihm sind die Arten Clypeoniscus meinerti Giard & Bonnier, 1895, Laothoes meinerti Boeck, 1871, Paralaophonte meinerti (Brady, 1899) und Neosarmatium meinerti (de Man, 1887) benannt.